# Биско
Биско је насељено место у саставу града Триља, Сплитско-далматинска жупанија, Република Хрватска.

## Историја
До територијалне реорганизације у Хрватској налазило се у саставу старе општине Сињ.

## Становништво
На попису становништва 2011. године, Биско је имало 395 становника.
| Број становника по пописима | Број становника по пописима | Број становника по пописима | Број становника по пописима | Број становника по пописима | Број становника по пописима | Број становника по пописима | Број становника по пописима | Број становника по пописима | Број становника по пописима | Број становника по пописима | Број становника по пописима | Број становника по пописима | Број становника по пописима | Број становника по пописима | Број становника по пописима |
| --------------------------- | --------------------------- | --------------------------- | --------------------------- | --------------------------- | --------------------------- | --------------------------- | --------------------------- | --------------------------- | --------------------------- | --------------------------- | --------------------------- | --------------------------- | --------------------------- | --------------------------- | --------------------------- |
| 1857                        | 1869                        | 1880                        | 1890                        | 1900                        | 1910                        | 1921                        | 1931                        | 1948                        | 1953                        | 1961                        | 1971                        | 1981                        | 1991                        | 2001                        | 2011                        |
| 474                         | 458                         | 475                         | 517                         | 605                         | 610                         | 586                         | 627                         | 587                         | 604                         | 564                         | 578                         | 514                         | 509                         | 470                         | 395                         |

Напомена: У 1991. насељу Биско је припојен део подручја насеља Лиска (општина Дугопоље), где је и садржан део података од 1857. до 1981.

### Попис1991.
На попису становништва 1991. године, насељено место Биско је имало 509 становника, следећег националног састава:
| Попис 1991.‍  | Попис 1991.‍  | Попис 1991.‍ | Попис 1991.‍ | Попис 1991.‍ |
| ------------ | ------------ | ----------- | ----------- | ----------- |
|              |              |             |             |             |
| Хрвати       | Хрвати       |             | 499         | 98,03%      |
| Муслимани    | Муслимани    |             | 4           | 0,78%       |
| Албанци      | Албанци      |             | 3           | 0,58%       |
| неопредељени | неопредељени |             | 3           | 0,58%       |
| укупно: 509  |              |             |             |             |